# Irsai István
Irsai István, születési és 1901-ig használt nevén Schwarz István (Izraelben felvett nevén: פסח עיר-שי, magyaros átírásban: Peszach Ir-Sai) (Budapest, Terézváros, 1896. október 6. – Tel-Aviv, 1968. július 31.) grafikusművész, plakáttervező, belsőépítész. Pályafutását Magyarországon kezdte. Sokoldalú művész volt, de itthon elsősorban neves plakáttervezőként vált ismertté. 1944-ben a holokauszt elől Palesztinába menekült, itt és a később megalakult Izrael államban szintén sikeres és elismert grafikusművész lett.

## Életpályája
Édesapja, Irsai Adolf (1860–1919) a Foncière biztosítótársaság magyarországi igazgatója, édesanyja Neumann Hermina (1874–1938) volt. 1914-ben érettségizett. Hegedűművész akart lenni és beiratkozott a Zeneakadémia hegedű tanszakára. Az első világháborúban Isonzónál harcolt, több kitüntetést is kapott, és a kulcscsontján itt szerzett sebesülése miatt le kellett mondania arról, hogy valaha is hegedű szólista legyen. Ezért 1916-tól a Műegyetem építészmérnöki karán folytatta tanulmányait, ahonnan azonban 1919-ben kizárták. Ismét a Zeneakadémiához tért vissza, amit zenetanári oklevéllel fejezett be. A hegedülést azonban nem adta fel, egy ideig az akkor alakult Léner-vonósnégyesben játszott. Pályájának egy újabb állomását jelentette, hogy állást vállalt egy perzsa építőipari cégnél Iránban. Az 1920-as években a budapesti Globus Nyomdában dolgozott.
Nagy érdeklődést mutatott a cionizmus iránt és 1925-ben Palesztinába emigrált. A tel-avivi városházán építészként dolgozott és a városban legalább egy Bauhaus stílusú ház az ő nevéhez fűződik. 1927-ben Tel-Avivban az ott élő, magyar származású író, Avigdor Hameiri HaKumkum (Az üst) néven megalapította az első héber nyelvű szatirikus színházat és Irsait mint díszlet- és plakáttervezőt foglalkoztatta. Később a Matateh Színháznál végezte ugyanezt a munkát. Megtervezte a héber betűk ma is használt, egyszerűsített formáját, elsősorban plakátok, újságcímek, feliratok készítéséhez. (Ennek a betűkészletnek a megalkotását Chaim Nachman Bialik író inspirálta, róla nevezte el a betűkészletet Haimnak.)  Tervezett plakátokat, emblémákat (erről 1929-ben cikket is írt a Múlt és Jövő című folyóiratba Egy romantikus divat Erec-Izraelben címmel), rajzolt könyvborítókat stb. Mindemellett egy moziban a némafilmek aláfestő zenéjét adta elő hegedűn. Ebben az időszakban vette feleségül a szintén magyar származású Levkovits Aranyt és vette fel a héber Pészach Ir-Sai (angolosan: Pesach Ir-Shay) nevet.
A házaspár 1929-ben tért vissza Budapestre és az ezt követő másfél évtizedben Irsai tekintélyes elismertséget és hírnevet szerzett magának itthon és külföldön plakátterveivel, reklámgrafikáival, az ezeknél alkalmazott újszerű, „Jumbo” technikájával. Megrendelői nagy gyárak (Emergé gumiabroncs, Flora szappagyár, Gázgyár, Lampart Zománcipari Művek, Kokron (Nor-Coc), Tungsram, Weiss Manfréd), cigarettamárkák (Modiano, Diadal), színházak (pl. Vígszinház) stb. voltak. 1939-től a palesztinai kivándorlás támogatására is készített plakátokat az OMZSA (Országos Magyar Zsidó Segítő Akció) megrendelésére.
1944-ben életében nagy fordulat állt be. Rokonságának jelentős része a holokauszt áldozatává lett, ő, felesége és gyermekei azonban az 1944. június 30-án indult ún. Kasztner-vonattal ki tudtak menekülni az országból. Először Bergen-Belsenbe, az ottani koncentrációs táborba vitték őket, ahol egy elkülönített részen hónapokig várakozniuk kellett – ez alatt készítette híressé vált bergen-belseni képeslap sorozatát, amely ironikus rajzain mindig szögesdrót kerítésen át ábrázolja a tábort épületeit, a háromemeletes priccseket, az egyre csökkenő kenyéradagot, az ehetetlen ételeket. Végül december 4-én jutottak át Svájcba, majd onnan tovább Palesztinába, ahova 1945 nyarán érkeztek meg.
Izraelben „otthon” érezte magát, hiszen az 1920-as években már élt ott. Ez nagyban megkönnyítette a beilleszkedésüket. Kereskedelmi reklámokat, plakátokat, bélyeget tervezett, de emellett foglalkozott belsőépítészettel, üzletportálok tervezésével, sőt bútortervezéssel is. Az UNESCO-nak készített bélyegterveiért többször ki is tüntették. Izrael állam megalakulását (1948) követően plakátjain az új állam aktuális kérdései is megjelentek: kibucok építését, iskolák alapítását propagálták, pártok népszerűsítését szolgálták.
Részben még Bergen-Belsenben, részben már svájci tartózkodása idején emlékműveket tervezett a cionizmus megalapítóinak emlékére, amelyeket egy pantheonban képzelt el felállítani, ez azonban nem valósult meg.

## Művészete
A konstruktivizmus és a bauhaus stílus az 1920-as évek közepétől gyakorolt nagy hatást a tervezőgrafikára. Plakátok esetében ez az üzenet hatékony közvetítését jelentette. Egyszerű formákat, modern, minden ciráda nélküli blokkbetűkből álló feliratokat alkalmaztak, ügyelve a jó olvashatóságra és a szöveg rövidségére. Irsai plakátjain egyszerű, de kifejező és sokszor mulatságos vonalrajzok, vagy tárgyak pontos, fényképszerű megjelenítései egyaránt előfordulnak. Mestere az axonometriának. A feliratok pontosan szerkesztett blokkbetűkkel vagy szépen rajzolt folyóírással ("zsinórírással") készültek, sokszor rímelő szlogenek vagy szójátékok.
Irsai modernista szemlélete a háború utáni izraeli letelepedését követően is megmaradt. Színei azonban – talán a sok napsütés hatására – erőteljesebbek, ragyogóbbak lettek. Politikai tartalmú plakátjain egyszerű szimbólumokat, jól látható, tömör szövegeket használt. Ugyanakkor egyéb plakátjain könnyed humorú, kedves figurákat is rajzolt.
Öregkorában festményeket, fémszobrokat készített.